# Шевченко (Тбилисский район)
Шевче́нко — хутор в Тбилисском районе Краснодарского края.
Входит в состав Ванновского сельского поселения.

## Население
| 2002 | 2010  |
| ---- | ----- |
| 1257 | ↘1212 |

## Улицы
- ул. Октябрьская,
- ул. Подгорная,
- ул. Северная,
- ул. Стадионная.